# Bisdom Leopoldina
Het bisdom Leopoldina (Latijn: Dioecesis Leopoldinensis) is een rooms-katholiek bisdom met als zetel Leopoldina, in Brazilië. Het bisdom is suffragaan aan het aartsbisdom Juiz de Fora.

## Geschiedenis
Het bisdom werd opgericht op 28 maart 1942, uit delen van de aartsbisdommen Juiz de Fora en Mariana, en was suffragaan aan het aartsbisdom Mariana. Op 14 april 1962 wisselde het bisdom van kerkprovincie en werd suffragaan aan het aartsbisdom Juiz de Fora. 

## Parochies
Het bisdom had in 2021 een oppervlakte van 8.491 km2 en telde 625.300 inwoners waarvan 70,4% rooms-katholiek was.

## Bisschoppen
- Delfim Ribeiro Guedes (26 juni 1943 - 23 juli 1960)
- Geraldo Ferreira Reis (16 juni 1961 - 5 augustus 1985)
- Sebastião Roque Rabelo Mendes (5 augustus 1985 - 10 mei 1989)
- Ricardo Pedro Chaves Pinto Filho (14 maart 1990 - 16 oktober 1996)
- Célio de Oliveira Goulart (24 juni 1998 - 9 juli 2003)
- Dario Campos (23 juni 2004 - 27 april 2011)
- José Eudes Campos do Nascimento (27 juni 2012 - 12 december 2018)
- Edson José Oriolo dos Santos (30 oktober 2019 - heden)

Juiz de Fora (aartsbisdom) · Leopoldina · São João del Rei